# Fären
Fären är en sjö i Timrå kommun i Medelpad och ingår i Indalsälvens huvudavrinningsområde. Sjön är 13,8 meter djup, har en yta på 0,135 kvadratkilometer och är belägen 194,9 meter över havet. Sjön avvattnas av vattendraget Färbäcken.

## Delavrinningsområde
Fären ingår i det delavrinningsområde (694707-158456) som SMHI kallar för Mynnar i Ljustorpsån. Medelhöjden är 171 meter över havet och ytan är 20,98 kvadratkilometer. Det finns inga avrinningsområden uppströms utan avrinningsområdet är högsta punkten. Färbäcken som avvattnar avrinningsområdet har biflödesordning 3, vilket innebär att vattnet flödar genom totalt 3 vattendrag innan det når havet efter 18 kilometer. Avrinningsområdet består mestadels av skog (88 procent). Avrinningsområdet har 0,13 kvadratkilometer vattenytor vilket ger det en sjöprocent på 0,6 procent.